# TT398
TT398 (Theban Tomb 398) è la sigla che identifica una delle Tombe dei Nobili ubicate nell'area della cosiddetta Necropoli Tebana, sulla sponda occidentale del Nilo dinanzi alla città di Luxor, in Egitto. Destinata a sepolture di nobili e funzionari connessi alle case regnanti, specie del Nuovo Regno, l'area venne sfruttata, come necropoli, fin dall'Antico Regno e, successivamente, sino al periodo Saitico (con la XXVI dinastia) e Tolemaico.

## Titolare
TT398 era la tomba di:
| Titolare                       | Titolo                                                                               | Necropoli           | Dinastia/Periodo   | Note |
| ------------------------------ | ------------------------------------------------------------------------------------ | ------------------- | ------------------ | ---- |
| Kamose, detto anche Nentowaref | Figlio dell'harem reale (così identificato grazie a un'iscrizione su Cono funerario) | Sheikh Abd el-Qurna | XVIII dinastia (?) |      |

## Biografia
Nessuna notizia biografica è ricavabile

## La tomba
Planimetricamente TT398 si sviluppa con forma a "T"; un breve corridoio immette in una sala longitudinale che, sul fondo, si espande in una sala trasversale. Sulle pareti: (1 in planimetria) resti di testi e sul soffitto resti di "indirizzo ai viventi" in cui il defunto è indicato come Kamose. Nella sala trasversale interna (2) resti di testi sacri e sul soffitto resti di un inno a Ra, in cui il defunto viene identificato come Nentowaref. Una coppia di giare, provenienti da questa sepoltura si trova a Oxford, Ashmolean Museum (cat. 1922.20).

### Annotazioni
1. ↑  La numerazione dei locali e delle pareti segue quella di Porter e Moss 1927, p. 438.
2. ↑  La prima numerazione delle tombe, dalla numero 1 alla 252, risale al 1913 con l'edizione del "Topographical Catalogue of the Private Tombs of Thebes" di Alan Gardiner e Arthur Weigall. Le tombe erano numerate in ordine di scoperta e non geografico; ugualmente in ordine cronologico di scoperta sono le tombe dalla 253 in poi.
3. ↑  I campi della Duat, ovvero l'aldilà egizio, si trovavano, secondo le credenze, proprio sulla riva occidentale del grande fiume.
4. ↑  Nella sua epoca di utilizzo, l'area era nota come "Quella di fronte al suo Signore" (con riferimento alla riva orientale, dove si trovavano le strutture dei Palazzi di residenza dei re e i templi dei principali dei) o, più semplicemente, "Occidente di Tebe".
5. ↑  le Tombe dei Nobili, benché raggruppate in un'unica area, sono di fatto distribuite su più necropoli distinte.
6. ↑  Le note, sovente di inquadramento topografico della tomba, sono tratte, fino alla TT252, dal "Topographical Catalogue" di Gardiner e Weigall, ed. 1913 e fanno perciò riferimento alla situazione dell'epoca.
7. ↑  Formule indirizzate ai viventi; la più nota reca: "O viventi che vi trovate sulla terra, voi che passate davanti a questa tomba, versate per me dell'acqua".

### Fonti
1. ↑  Gardiner e Weigall 1913.
2. ↑  Donadoni 1999,  p. 115.
3. ↑  Porter e Moss 1927, p. 443.
4. 1 2  Porter e Moss 1927,  p. 443.